# جرزيجورز كيلسا
جرزيجورز كيلسا (بالبولندية: Grzegorz Kiełsa)‏ (مواليد 26 مايو 1979) هو ملاكم بولندي، مثّل بلاده في الألعاب الأولمبية الصيفية 2000.

## روابط خارجية
جرزيجورز كيلسا على موقع بوكس ريك (الإنجليزية) (registration required)
- جرزيجورز كيلسا على موقع أوليمبيديا (الإنجليزية)